# Peqin
Peqin est une commune et depuis 2015 une municipalité d'Albanie. 
Sa population était de 6 353 habitants en 2011, mais à la suite d'une réforme administrative en 2015 et de l'absorption de cinq autres communes, elle est aujourd'hui d'environ 26 100.

## Histoire
La ville a été une forteresse illyrienne il y a 2 000 ans. Les Romains lui donnent le nom de Claudiana ; elle se trouvait alors sur la Via Egnatia, la grande route qui reliait Dyrrachium (Durrës) à Byzance (Istanbul). Sous l'Empire ottoman, elle appartient au sandjak (district) d'Elbasan. Le château date de la période ottomane, de même que la mosquée construite au XVIIe siècle par le général ottoman d'origine albanaise Abdurrahman Abdi Pacha ; le minaret, doté d'une horloge, est plus récent. Le nom de la ville vient du turc Bekleyin, lieu d'hospitalité.